# Giuseppe Da Prato
Giuseppe Da Prato, né le 23 juillet 1936 La Spezia (Ligurie) et mort le 5 octobre 2023 à Pise (Toscane), est un mathématicien italien et professeur émérite d'université.

## Biographie
Giuseppe Da Prato en 1960 obtient son lauréat en physique, magna cum laude, à l'université de Rome « La Sapienza » sous la direction de Marcello Cini. Il a été professeur titulaire, dans la chaire d'analyse mathématique, aux universités de Rome « La Sapienza » et de Trente et à l'École normale supérieure de Pise. 
La recherche de Giuseppe Da Prato concerne les domaines de l'analyse mathématique et  essentiellement : 1) l'Analyse en dimension infinie ; 2) la liaison entre les équations de Kolmogorov et les équations différentielles stochastiques ; 3) le calcul de Malliavin ; 4) l'équation de Navier Stokes en 2 or 3 dimensions ; 5) Le Contrôle déterministe et stochastique.
Il a à son actif près de 400 publications, à partir de 1961. Il est l'auteur d'une monographie (avec A. Bensoussan, M. Delfour et S. K. Mitter) sur la "théorie des contrôles" et de trois monographies (avec J. Zabczyk) sur les équations différentielles stochastiques et les équations de Kolmogorov en dimension infinie. Ses publications les plus connues sont : Stochastic Equations in Infinite Dimensions (1992, avec Jerzy Zabczyk) et Representation and Control of Infinite Dimensional Systems (1993 avec Alain Bensoussan, Michel C. Delfour et Sanjoy K. Mitter).
ll prend sa retraite de l'enseignement universitaire en 2009.
Giuseppe Da Prato a supervisé plusieurs doctorants et postdoctorants, dont Mimmo Iannelli, Luciano Tubaro, Paolo Ricciardi, Eugenio Sinestrari, Gabriella Di Blasio, Pierangelo Marcati, Alessandra Lunardi, Hisao Fujita Yashima, 
Paolo Acquistapace, Brunello Terreni, Franco Flandoli , Sandra Cerrai, Enrico Priola, Vincenzo Vespri, Piermarco Cannarsa, Gianmario Tessitore, Fausto Gozzi, Marco Fuhrman, Lorenzo Zambotti, Francesca Bucci, Roberto Tauraso, Daniela Sforza, Roberta Tognari, Roberto Stasi, Luigi Manca, Marco Fantozzi.

### Carrière

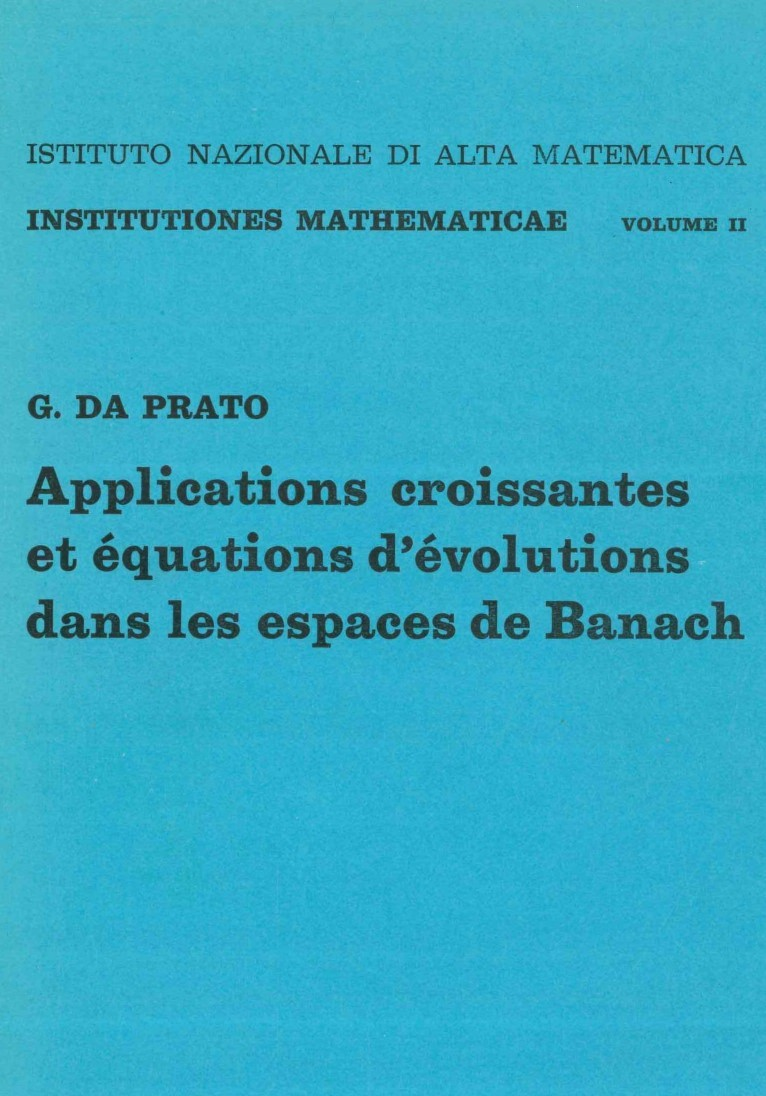
G. Da Prato, Applications croissantes et equations d'évolution dans les espaces de Banach

Giuseppe Da Prato a été invité à l'École Polytechnique (Paris), à l'institut Henri Poincaré (Paris), au centre de recherche mathématique (Barcelone), à l'université Paris Dauphine, à l'université d'Edimbourg, à l'université du Minnesota, à l'université du Maryland, à l'université de Californie à Los Angeles, à l'université de Tokyo, à l'université de Milan-Bicocca, à l'université de Nice, à l'institut Isaac-Newton et à l'université de Bielefeld.
- 2014, Visiting, université de Tokyio (Komaba, Waseda) et Kyoto
- 2012, Visiting, université de Milano Bicocca
- 2010, Visiting, Newton Institute
- 2009 - 2010 et 2013, Visiting, université de Trento
- 2009, Professeur émérite, École normale supérieure de Pise
- 2004, Visiting Professor, université de South California (Los Angeles)
- 2003, 2005 - 2009 et 2013 - 2015, Visiting Professor, université de Bielefeld
- 1998, Visiting Professor, université de  Paris VI
- 1982, Visiting Professor, Université de Montréal
- 1979 - 2008, Professeur titulaire, École normale supérieure de Pise (analyse mathématique)
- 1981 - 1982, Visiting Professor, université du Maryland (U.S.A.)
- 1977 - 1979, Professeur titulaire, université de Trente (analyse mathématique)
- 1971 - 1972 et 1976 - 1977, Visiting Professor, université de Nice (France)
- 1968 - 1977, Professeur titulaire, université de Rome « La Sapienza » (analyse mathématique)
- 1963 - 1968, Professeur adjoint à la chaire, université de Pise
- 1960 - 1963, Chercheur, Laboratori Nazionali CNEN, Frascati

## Congrès, séminaires et colloques (sélection)
- 1971 - Les Plans-sur-Bex (Suisse) - Séminaire sur les Equations d'évolution, 14 mars-20 mars.

Il s'agissait d'une école d'été, dont Giuseppe Da Prato a donné un des trois cours sur la somme des générateurs de semi-groupes d'opérateurs, résultats obtenus en collaboration avec Pierre Grisvard (Université de Nice).
- 1983 - Berkeley (Californie). A.M.S. Seminar Institute - Nonlinear Functional Analysis and Applications, 11 juillet-29 juillet.

Il a présenté des nouveaux résultats sur les perturbations de semi groupes de transition. 
- 1997 : Édimbourg - Stochastic Partial Differential Equations, 1er avril-11 avril.

Il s'agissait d'une école, dont Giuseppe Da Prato a donné un cours sur la régularité maximale pour equations de reaction-diffusions perturbées par un bruit blanc.
- 1998 : Paris - Trimestre de l'IHP consacré à la théorie du Contrôle, février.

Il a donné un cours de no 5 heures sur le contrôle optimale et l'équation de Riccati en dimension infinie.
- 2003 : Princeton - Stochastic Partial Differential Equations, 3 mars-7 mars.

Il a présenté la démonstration de l'ergodicité de l'équations de Navier-Stokes en dimension 3, obtenue en collaboration avec Arnaud Debussche (université de Rennes).
- 2010 : Cambridge. Isaac Newton Institute (INI) - Stochastic Partial Differential Equations (SPDEs) and their Applications, 29 mars-1er avril.

Il a présenté des résultats de régularité maximale pour des problèmes de reflexion en dimension infinies, obtenue en collaboration avec Viorel Barbu (université de Iasi) et Luciano Tubaro (université de Trente).
- 2014 : Tokyo. Waseda University - International Conference on Mathematical Fluid Dynamics, Present and Future, 11 novembre-14 novembre.

Il a présenté l'existence de la dérivée de Fomin pour la mesure invariante de l'équation de Burgers, résultat obtenue en collaboration avec Arnaud Debussche.
- 2014 : université de Parme - Colloquium del Dipartimento di Matematica e Informatica - Prof. Giuseppe Da Prato : "Equazioni ellittiche e paraboliche e equazioni differenziali stocastiche", 26 février[3].
- 2015 : Lausanne. EPFL - 4-hours cours on Surface Integrals, 18 mai-20 mai.

Il a présenté une nouvelle theorie de l'integration superficielle en dimension infinie, obtenue avec ses collaborateurs Alessandra Lunardi (université de Parme) et Luciano Tubaro (université de Trente).

## Publications (sélection)

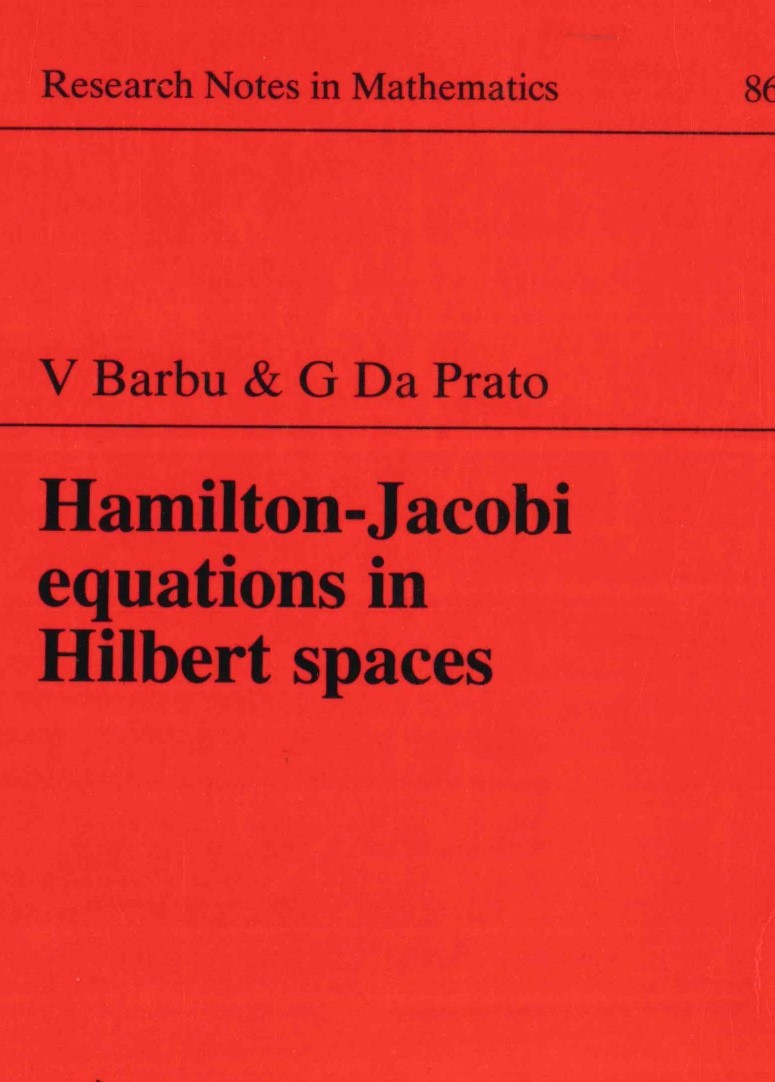
G. Da Prato, V. Barbu, Hamilton-Jacobi equations in Hilbert spaces (1983)

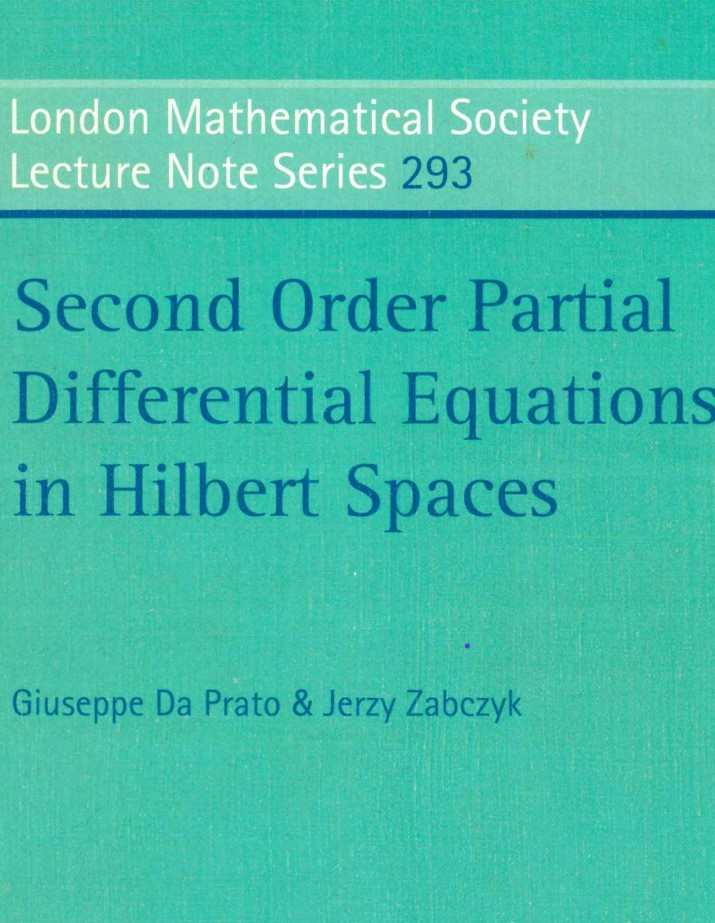
G. Da Prato, J. Zabczyk, Second Order Partial Differential Equations in Hilbert Spaces, 2002

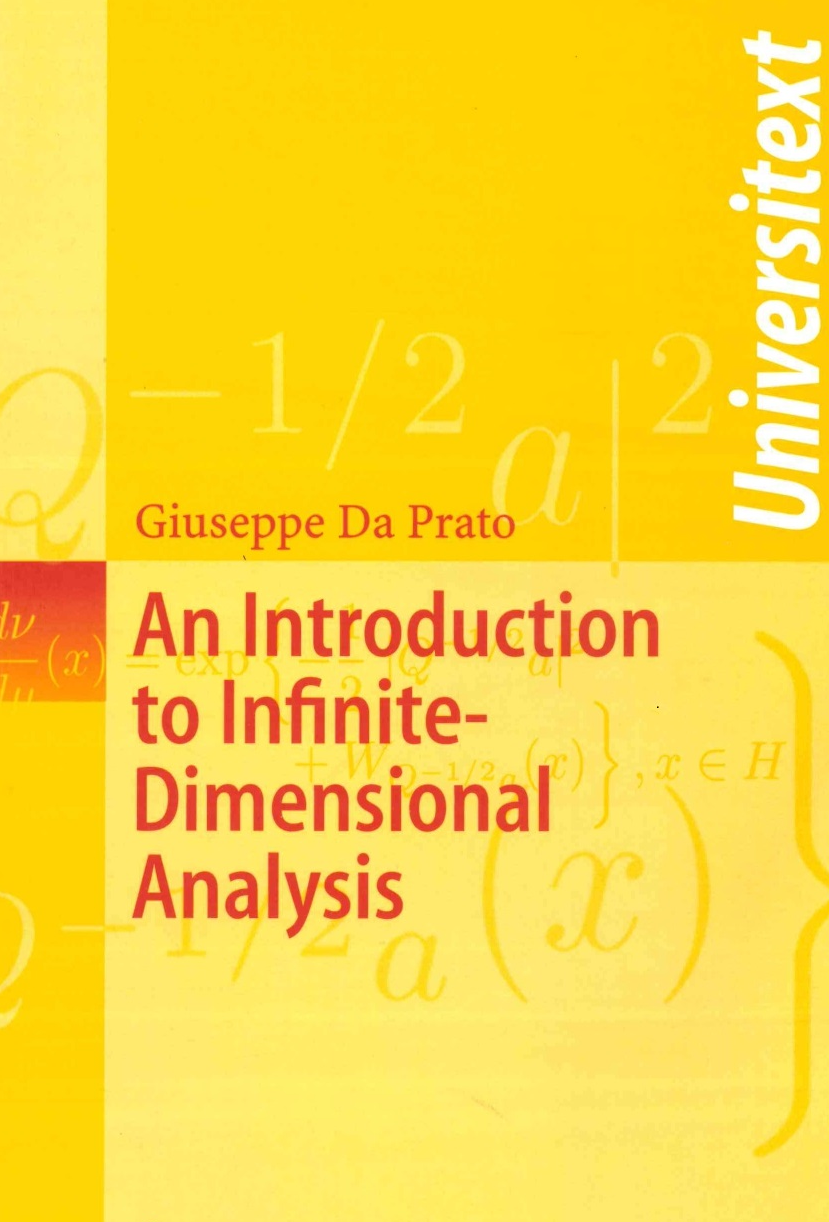
G. Da Prato, An introduction to infinite-dimensional analysis (2006)

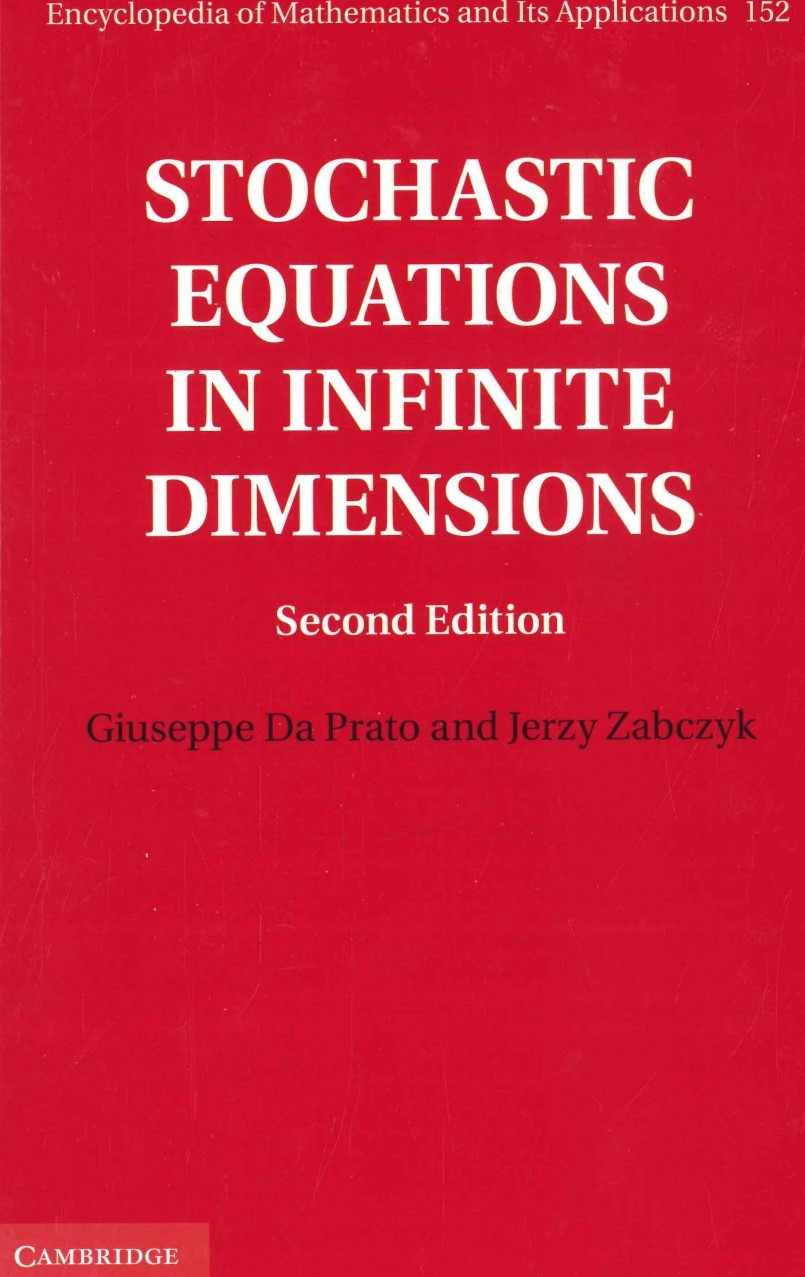
G. Da Prato et J. Zabczyk, Stochastic equations in infinite dimensions (2014)

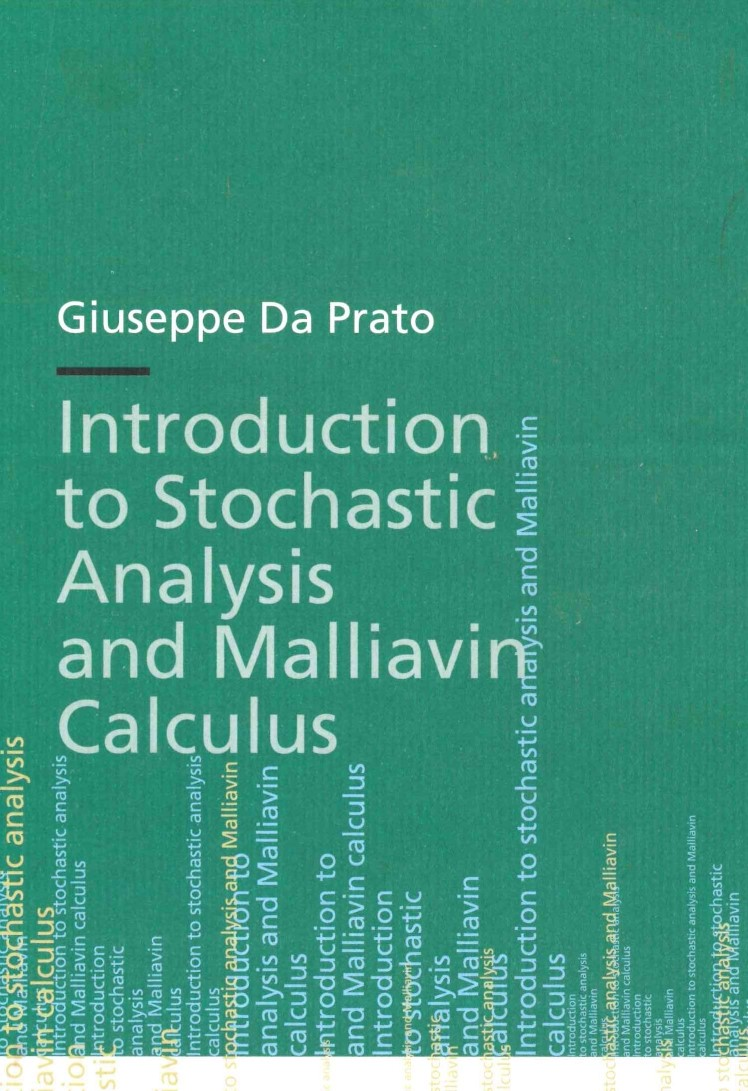
G. Da Prato, Introduction to stochastic analysis and Malliavin calculus (2014)

### Livres
- (it) Analisi Funzionale, Rome, Istituto Matematico Guido Castelnuovo, 1971.
- Applications croissantes et équations d'évolution dans les espaces de Banach, Londres-New York, Academic Press, 1976, 146 p.
- (en) Kolmogorov equations for stochastic PDEs, Bâle, Birkhauser, 2004, VII-182 p. (ISBN 3764372168).
- (en) An introduction to infinite-dimensional analysis, Berlin, Springer Science & Business Media, 2006, VI-208 p. (ISBN 3540290206).
- (en) Introduction to stochastic analysis and Malliavin calculus, Pise, Edizioni della Normale, 2014, XVII-279 p. (ISBN 978-88-7642-497-7).

### Livres en collaboration
- (en) Viorel Barbu et Giuseppe Da Prato, Hamilton-Jacobi equations in Hilbert spaces, Boston, Pitman Advanced Publishing Program, 1983, 172 p. (ISBN 0273085972, lire en ligne).
- (en) Giuseppe Da Prato et Jerzy Zabczyk, Ergodicity for infinite dimensional systems, Cambridge, Cambridge university press, 1996, XI-339 p. (ISBN 0521579007).
- (en) Giuseppe Da Prato et Jerzy Zabczyk, Second order partial differential equations in Hilbert spaces, Cambridge, Cambridge University Press, 2002, XVI-379 p. (ISBN 0521777291).
- (en) Giuseppe Da Prato, Peer Christian Kunstmann, Alessandra Lunardi et Irena Lasiecka, Functional Analytic Methods for Evolution Equations, Berlin-Heidelberg, Springer, 2004, xxxiv-474 (ISBN 3540230300) (Markov semigroupes, L p-régularité maximale, problèmes de contrôle optimal pour les systèmes de contrôle de frontière et de point, paraboliques problèmes de déplacement de frontière et paraboliques non autonomes équations d'évolution).
- (en) Alain Bensoussan, Giuseppe Da Prato, Michel Delfour et Sanjoy K. Mitter, Representation and control of infinite dimensional systems, Boston, Birkhäuser, 2007, XXVI-575 p. (ISBN 9780817644611).
- (en) Luigi Ambrosio, Giuseppe Da Prato et Andrea Mennucci, Introduction to Measure Theory and Integration, Pise, Edizioni della Normale, 2011, VI-187 p. (ISBN 978-88-7642-385-7).
- (en) Giuseppe Da Prato et Jerzy Zabczyk, Stochastic equations in infinite dimensions, Cambridge, Cambridge university press, 2014, XVIII-493 p. (ISBN 9781107055841).
- (en) Viorel Barbu, Giuseppe Da Prato et Michael Röckner, Stochastic Porous Media Equations, Cham, Springer, 2016, IX-202 p. (ISBN 978-3-319-41068-5).

### Livres en tant qu'éditeur scientifique

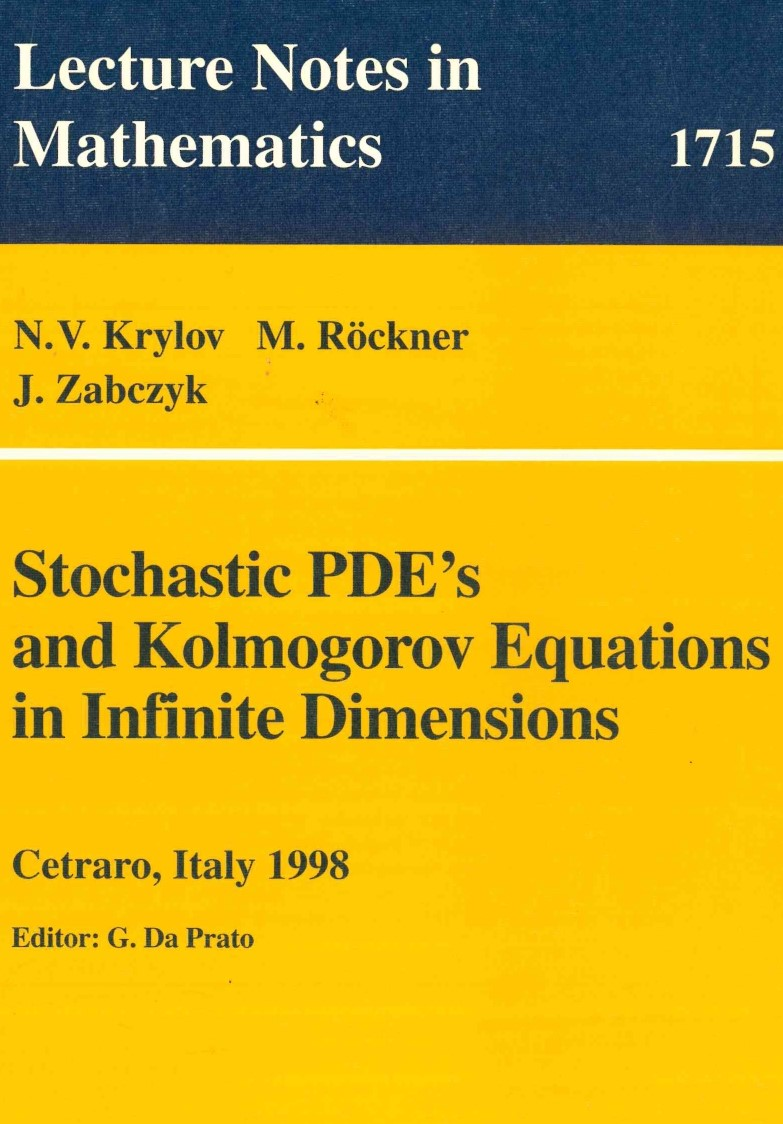
N.A. Krylov, J. Zabczyk, M .Röckner, Stochastic PDE's and Kolmogorov Equations in Infinite Dimensions, éd. sc. G. Da Prato (1998)

- (en) Nikolai A. Krylov, Jerzy Zabczyk et Michael Röckner (Giuseppe Da Prato éditeur), Stochastic PDE's and Kolmogorov Equations in Infinite Dimensions, Berlin-Heidelberg, Springer, 1998, XII-244 p. (ISBN 978-3-540-66545-8, lire en ligne).
- (en) Stoch. Partial Diff. Equations and Applications  (Giuseppe Da Prato et Luciano Tubaro éditeurs), Boca Raton, CRC Press, 2002, 476 p. (lire en ligne).
- (en + fr) Hyperbolicity : Lectures given at a Summer School of the Centro Internazionale Matematico Estivo (C.I.M.E.) held in Cortona (Arezzo), Italy, June 24-July 2, 1976  (Giuseppe Da Prato et Giuseppe Geymonat éditeurs scientifiques), Springer Berlin Heidelberg, 2013, 234 p. (ISBN 9783642111051, lire en ligne).

### Lectures à congrès et colloques
- (en) Sergio Albeverio, Giuseppe Da Prato, Iakov Sinaï, Franco Flandoli et Michael Röckner, SPDE in hydrodynamic[s] : recent progress and prospects lectures given at the C.I.M.E. Summer School held in Cetraro, Italy August 29 - September 3, Berlin, Springer, 2008 (lire en ligne).

### Articles
- (en) Giuseppe Da Prato et Arnaud Debussche, « Ergodicity for the 3D stochastic Navier-Stokes equations », Journal de mathématiques pures et appliquées, Elsevier Masson, vol. 82,‎ 2003, p. 877-947 (www.sciencedirect.com/science/article/pii/S0021782403000254).
- (en) Viorel Barbu, Giuseppe Da Prato et Michael Röckner, « Stochastic porous media equation and self-organized criticality », Communications in Mathematical Physics, Springer Nature, vol. 285,‎ 2009, p. 901–923 (lire en ligne).
- (en) Luigi Ambrosio, Giuseppe Da Prato, Ben Goldys et Diego Pallara, « Bounded Variation with Respect to a Log-Concave Measure », Communications in Partial Differential Equations, Taylor & Francis, vol. 37,‎ 2012, p. 2272-2290.
- (en) Giuseppe Da Prato et Alessandra Lunardi, « Maximal $L^2$ regularity for Dirichlet problems in  Hilbert spaces », Journal de mathématiques pures et appliquées, Elsevier, vol. 6,‎ 2013, p. 741-765 (lire en ligne).
- (en) Sandra Cerrai et Giuseppe Da Prato, « A basic identity for Kolmogorov operators in the space of continuous functions related to RDEs with multiplicative noise », Annals of Probability, Institute of Mathematical Statistics, vol. 42,‎ 2014, p. 1297-1336 (lire en ligne).
- (en) Giuseppe Da Prato et Arnaud Debussche, « Estimate for $P_tD$ for the stochastic Burgers equation », Annales de l'Institut Henri Poincaré, vol. 3,‎ 2016, p. 1248-1258 (lire en ligne).
- (en) « An integral inequality for the invariant measure of some finite dimensional stochastic differential equation », Discrete and Continuous Dynamical Systems: Series B, Springfield MO : Dept. of Mathematics, Southwest Missouri State University, vol. 21,‎ 2016, p. 3015-3027.
- (en) Giuseppe Da Prato, Alessandra Lunardi et Luciano Tubaro, « Malliavin calculus for non-Gaussian differentiable measures and surface measures in Hilbert spaces », Transactions of the American Mathematical Society, Providence, American Mathematical Society, vol. 370,‎ 2018, p. 5795-5842 (lire en ligne).
- (en) Piermarco Cannarsa, Giuseppe Da Prato et Hélène Frankowska, « Domain invariance for local solutions of semilinear evolution equations in Hilbert spaces », Journal of the London Mathematical Society, vol. 102,‎ 2020, p. 287-318 (lire en ligne).
- (en) Giuseppe Da Prato, Franco Flandoli et Michael Röckner, « Continuity equation in LlogL for the 2D Euler equations under the enstrophy measure », Stochastics and Partial Differential Equations: Analysis and Computations, vol. 9,‎ 2021, p. 491-509 (lire en ligne).
- (en) Giuseppe Da Prato et Alessandra Lunardi, « BV functions in Hilbert spaces », Mathematische Annalen, vol. 381,‎ 2021 (lire en ligne).
- (en) Giuseppe Da Prato et Luciano Tubaro, « A probabilistic formula for gradients of solutions of hypoelliptic Dirichlet problems », European Journal of Mathematics, vol. 8,‎ 2022, p. 367-391 (lire en ligne).

## Distinctions et récompenses
- 1962 - Prix Pomini de l'UMI (Union mathématique italienne).
- 1969 - Prix Bartolozzi de l'UMI (Union mathématique italienne).
- 1995 - Académie des Lyncéens (Socio Nazionale) (Catégorie: I Matematica, Meccanica e applicazioni).
- 2002 - Distinguish Ordway Visitor (université du Minnesota).
- 2018 - Membre de l'Academia Europaea[8].

## Images

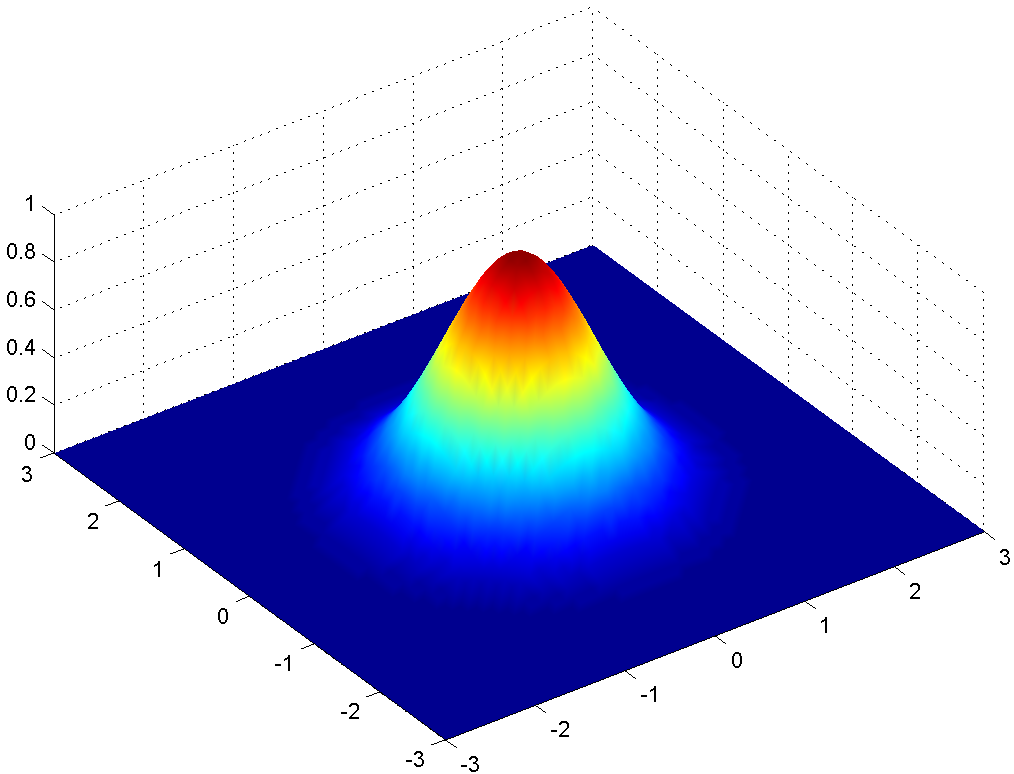
La distribution gaussienne en deux dimensions.
Le processus d'Ornstein-Uhlenbeck[note 3].
Intégrale d'Itō d'un mouvement brownien.